# Štístko a Poupěnka
Štístko a Poupěnka je hudební dvojice zpívající písničky a pohádky pro děti.

## Dějiny
Interprety Štístka (někdy označován jako motýlek) a víly Poupěnky jsou Lukáš Kunz a Barbora Waschingerová. Autorem písniček je slovenský herec a režisér Jaroslav Mottl (nar. 1970), který stojí i za obdobným projektem na Slovensku – Smejko a Tanculienka.
První CD s názvem Štístko a Poupěnka: Písničky pro celou rodinu vyšlo v roce 2017. Následující rok byly vydány DVD film a CD Jedeme na výlet!, obsahující 15 originálních písniček a pohádek. V roce 2019 vyšel nový DVD film a CD Ať žijí pohádky, které obsahuje 13 písniček a pohádek. Kromě toho se jejich videa a písničky dají přehrát na YouTube, iTunes nebo Google Play. Písnička Jojojo, nenene patří mezi nejsledovanější české videoklipy na YouTube.
V roce 2020 vyšlo další CD s názvem Bylo, nebylo..., na kterém je 11 nových písniček. Ve stejném roce dvojice vydala svojí první knihu Zachraňte včelku Belku, která je o včelím a pavoučím světě, a také spustila internetovou platformu Kukino.tv, kde jsou jejich všechny filmy a videa online a bez reklam. Platforma je dostupná i na televizních zařízeních Samsung a LG.
Nejdříve vystupovali ve školkách, později začali koncertovat v kulturních domech a divadlech po celé České republice. Jen v roce 2022 odehráli 150 představení.
Ve videoklipech, natáčených většinou v létě, ústřední dvojci zpravidla doprovázejí děti a objevuje se v nich také busík Maxík v podobě světle modrého Volkswagenu Transporter T1.

## Diskografie

#### CD
- 2017 – Písničky pro celou rodinu
- 2018 – Jedeme na výlet!
- 2019 – Ať žijí pohádky!
- 2020 – Bylo, nebylo...
- 2021 – Velká oslava
- 2022 – Hurá ke hvězdám
- 2024 - "Pojď si hrát!"

#### DVD filmy
- 2018 – Jedeme na výlet!
- 2019 – Jedeme na výlet! (záznam divadelního představení)
- 2019 – Ať žijí pohádky!
- 2021 – Bylo, nebylo...
- 2021 – Velká oslava
- 2022 – Živě – Ať žijí pohádky! (záznam divadelního představení)
- 2024 - "Pojď si hrát!"

#### Knížky
- 2020 – Zachraňte včelku Belku
- 2021 – Dobrodružství na letním táboře (komiks)
- 2021 – Štístko a Poupěnka učí správně vyslovovat